# Xbox
Xbox er en spillekonsol produceret af Microsoft i 2001. Den var Microsofts første forsøg på spillekonsolmarkedet. Da Xboxen blev udgivet, startede hvad der kaldes en konsolkrig mellem Sonys Playstation 2, Nintendos Gamecube og Microsofts Xbox.
Xboxen kom også med et par meget solide spil helt fra starten, deriblandt Halo, Dead Or Alive 3 og Project Gotham Racing. Den havde også 4 indgange.